# ۴۴۵ (قمری)
۴۴۵ (قمری)، چهارصد و چهل و پنجمین سال در گاهشماری هجری قمری است. اول محرم این سال برابر با بیست و نهم آوریل سال ۱۰۵۳ میلادی است.